# Feromônio
Feromônios, ferormônios (português brasileiro) ou feromonas ou ferormonas (português europeu) (do grego φέρω phero "transmitir" e hormona, do grego ὁρμή "excitar") são substâncias  químicas produzidas para fora do corpo que, ao serem disseminadas, promovem determinadas reações dentre outros individuos de uma mesma espécie. A palavra pheromone foi criada pelos cientistas Peter Karlson e Adolf Butenandt, por volta de 1959, a partir do grego antigo ϕέρω (pherein) "transportar" e ὁρμῶν (hormon), particípio presente de ὁρμάω (órmao) "excitar". Portanto, o termo já indica que se trata de substâncias que provocam excitação ou estímulo. Torna-se aqui importante ressaltar que feromônios diferem daquelas substancias químicas que causam uma reação em indivíduos de outras espécies, que se denominam de aleloquímicos. 

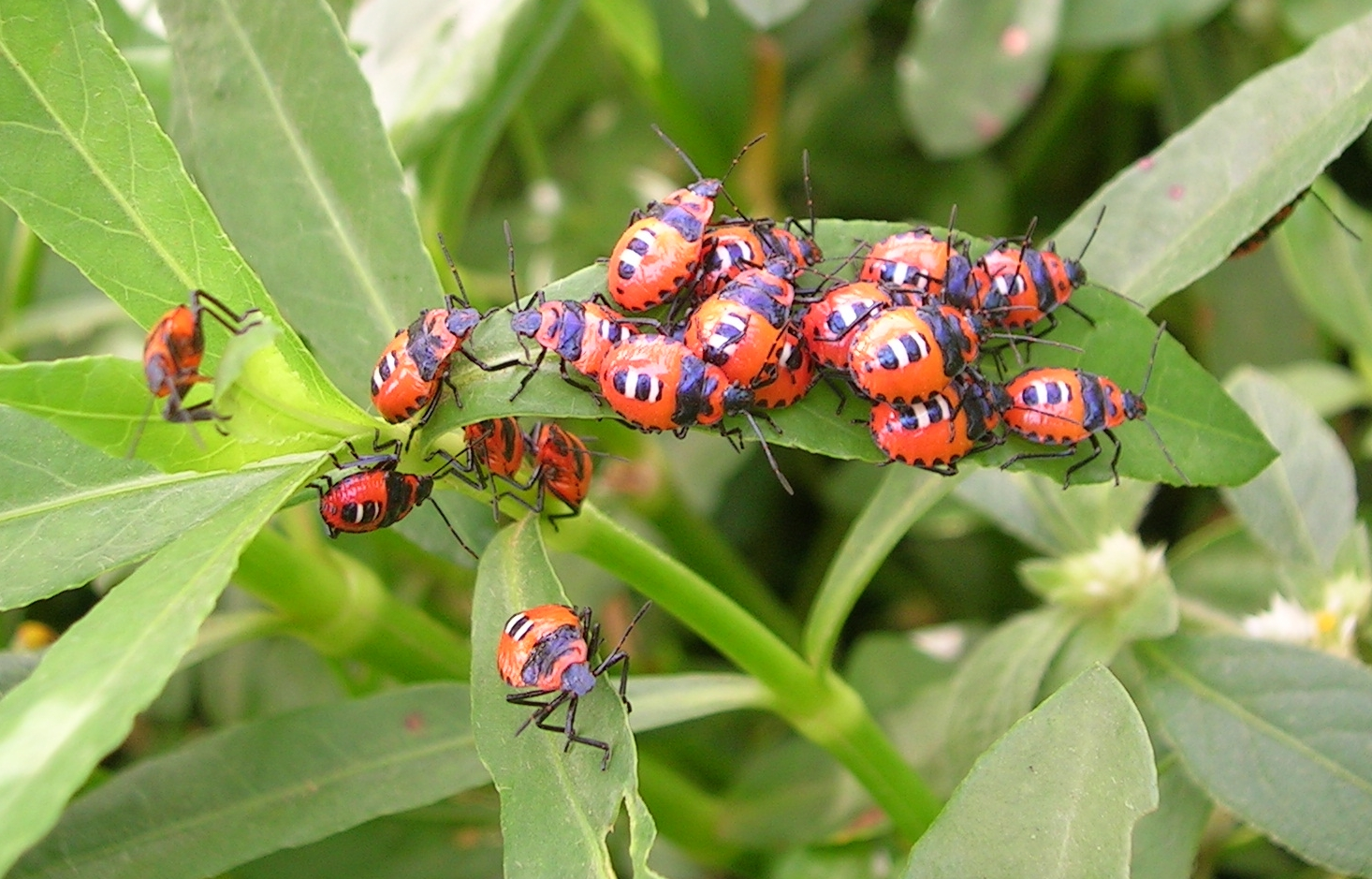
Insetos atraídos mutuamente por feromônios

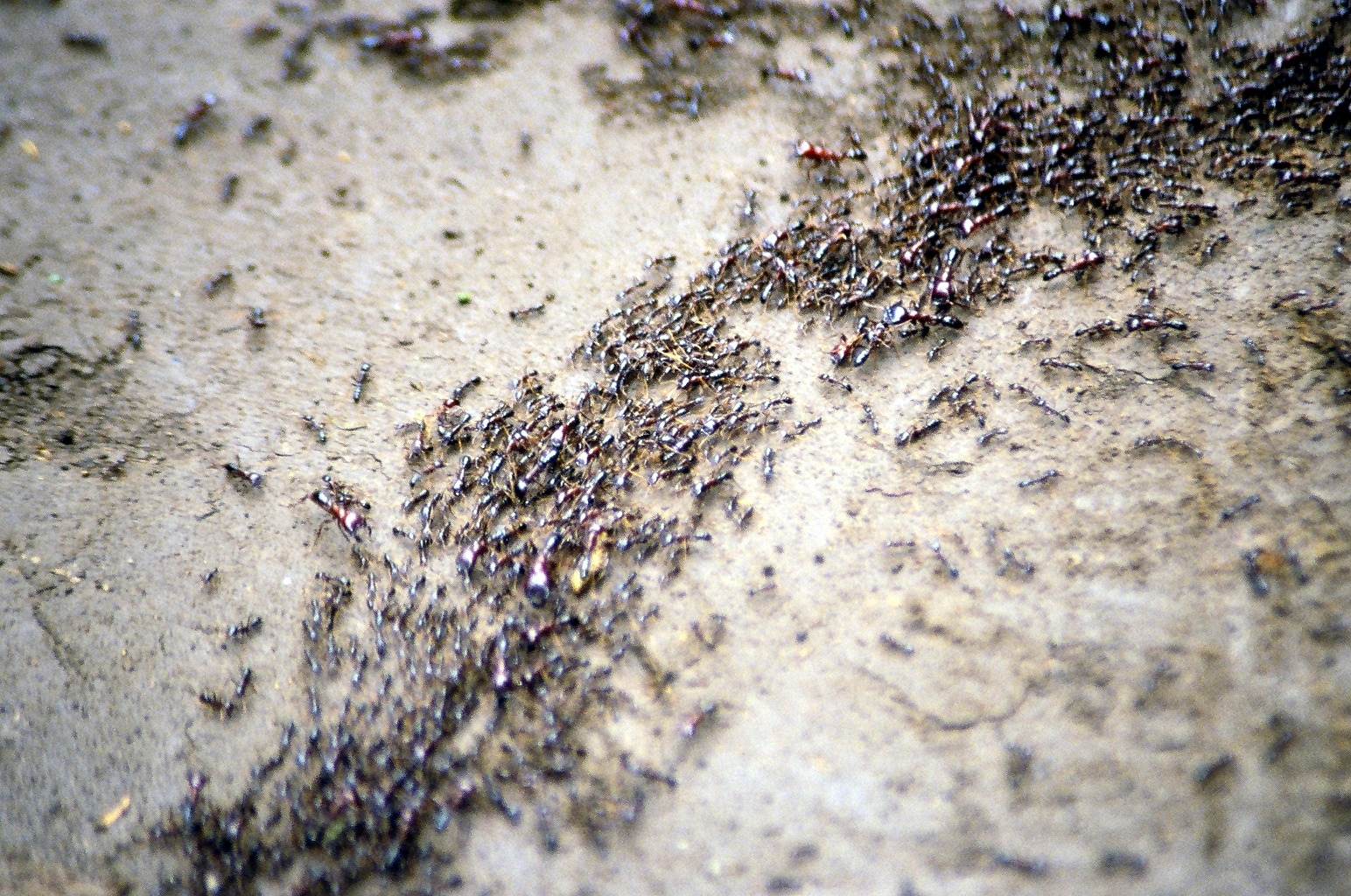
Os caminhos seguidos pelas formigas são assinalados por feromonas.

Os feromônios secretados ou excretados são capazes de suscitar respostas de tipo fisiológico e/ou comportamental em outros membros que estejam num determinado raio do espaço ocupado pelo emissor. Os feromônios são predominantemente misturas de compostos voláteis, mas podem ser líquidos com efeito de contato. São produzidos por glândulas exócrinas derivadas de células epiteliais. Estas glândulas podem se localizar em diversas partes do corpo de um mesmo ser vivo. 
Existem diversos tipos de feromônio, como os feromônios sexuais, de agregação, de alarme, entre outros. O seu uso pelos insectos está bastante documentado. Também alguns vertebrados, plantas e ciliados comunicam através da utilização de feromonas.  
Na produção animal, os feromônios se tornam importantes, pois podem auxiliar no manejo reprodutivo de determinados rebanhos, como no rebanho ovino, no qual se pode, através da exposição de machos a fêmeas previamente separadas, sincronizar o cio dessas matrizes para que todas entrem em reprodução no mesmo momento. Isso só é possível porque feromônios masculinos detectados pelo olfato das fêmeas provocam alterações fisiológicas no ciclo reprodutivo destas.

## Categorização por função

### Agregação
As feronomas de agregação funcionam na escolha do parceiro , superando a resistência do hospedeiro por ataque em massa,  e defesa contra predadores. Um grupo de indivíduos em um local é referido como uma agregação, consistindo de um sexo ou de ambos os sexos. Os atrativos sexuais produzidos por machos têm sido chamados de feromonas de agregação, porque geralmente resultam na chegada de ambos os sexos a um local de chamada e aumentam a densidade de coespecíficos ao redor da fonte de feromona. A maioria das feromonas sexuais são produzidos pelas fêmeas; apenas uma pequena percentagem de atrativos sexuais é produzida por machos.  As feromonas de agregação foram encontradas em membros dos Coleoptera , Collembola ,  Diptera , Hemiptera , Dictyoptera e Orthoptera . Nas últimas décadas, as feromonas de agregação provaram ser úteis no manejo de muitas pragas, como o bicudo-do-algodoeiro ( Anthonomus grandis ), o gorgulho da ervilha e do feijão ( Sitona lineatus) , e gorgulhos de produtos armazenados ( por exemplo Sitophilus zeamais , Sitophilus granarius , e Sitophilus oryzae.  As feromonas de agregação estão entre os métodos de supressão de pragas mais ecologicamente seletivas, pois são atóxicas e eficazes em concentrações muito baixas.

### Alarme
Algumas espécies libertam uma substância volátil quando atacadas por um predador que pode desencadear uma fuga (em  afídios) ou uma agressão (em formigas, abelhas, térmitas)  em membros da mesma espécie. Por exemplo, a Vespula squamosa usa feromonas de alarme para alertar outras para uma ameaça .   Na vespa  Polistes exclamans, as feromonas de alarme são também usadas como alerta para os predadores que chegam.  As feromonas também existem nas plantas: certas plantas emitem feromonas de alarme quando são  pastadas, resultando na produção de taninos em plantas vizinhas.  Estes taninos tornam as plantas menos apetitosas para os herbívoros.

### Epidíctica
As feromonas epidícticas (ou de espaçamento) são diferentes das feromonas territoriais, quando se trata de insetos. As fêmeas que põem os seus ovos em certos locais depositam estas substâncias misteriosas nas proximidades da sua ninhada para indicar a outras fêmeas da mesma espécie que devem nidificar noutro lugar.

### Territorial
Lançadas no ambiente, as feromonas territoriais marcam os limites e a identidade do território de um organismo. Em gatos e cães, estas hormonas estão presentes na urina, que depositam em marcos que servem para marcar o perímetro do território reivindicado.

### Trilha
Os insectos sociais costumam usar feromonas de rasto. Por exemplo, as formigas marcam os seus caminhos com feromonas que consistem em hidrocarbonetos voláteis. Certas formigas estabelecem um rasto inicial de feromonas à medida que regressam ao ninho com alimentos. Este rasto atrai outras formigas e serve de guia. Enquanto a fonte alimentar permanecer disponível, as formigas visitantes renovarão continuamente o rasto das feromonas. A feromona requer uma renovação contínua porque se evapora rapidamente. Quando o fornecimento de alimentos começa a diminuir, o rasto de feromonas deixa de ser produzido. As formigas faraó (Monomorium pharaonis) marcam trilhos que já não levam a alimentos com uma feromona repelente, o que leva as formigas a evitá-los.  Os marcadores de trilhos repelentes podem ajudar as formigas a empreender uma exploração colectiva mais eficiente.  O exército de formigas  Eciton burchellii fornece um exemplo de utilização de feromonas para marcar e manter trilhos de forragem. Quando espécies de vespas como a Polybia sericea encontram novos ninhos, utilizam feromonas para conduzir o resto da colónia para o novo local de nidificação.
Lagartas gregárias, tais como a lagarta da floresta  (Malacosoma disstria) , estabelecem trilhos de feromonas que são utilizados para obter  o movimento do grupo. 

### Sexo
Nos animais, as feromonas sexuais indicam a disponibilidade da fêmea para reprodução. Os machos também podem emitir feromonas que transmitem informação sobre a sua espécie e genótipo.
A nível microscópico, várias espécies bacterianas (por exemplo, Bacillus subtilis, Streptococcus pneumoniae, Bacillus cereus) libertam substâncias químicas específicas nos meios circundantes para induzir o estado "competente" nas bactérias vizinhas . A competência é um estado fisiológico que permite às células bacterianas recolher o ADN de outras células e incorporar este ADN no seu próprio genoma, um processo sexual chamado transformação. 
Entre os microrganismos eucarióticos, as feromonas promovem a interacção sexual em numerosas espécies.  Estas espécies incluem a levedura Saccharomyces cerevisiae, os fungos filamentosos Neurospora crassa e Mucor mucedo, o fungo aquático Achlya ambisexualis, o fungo aquático Allomyces macrogynus, o fungo mucilaginoso Dictyostelium discoideum, o ciliado protozoário Blepharisma japonicum e as algas verdes multicelulares Volvox carteri. Além disso, os copépodes machos podem seguir um rasto tridimensional de feromonas deixado por uma fêmea nadadora, e os gametas machos de muitos animais utilizam uma feromona para ajudar a encontrar uma gameta fêmea para fertilizar.
Muitas espécies de insectos bastante estudadas, tais como a formiga Leptothorax acervorum, as traças Helicoverpa zea e Agrotis ipsilon, a abelha Xylocopa sonorina e a borboleta Euphydryas editha libertam feromonas sexuais para atrair um companheiro, e alguns lepidópteros (traças e borboletas) podem detectar um companheiro potencial a uma distância de até 10 km.  Alguns insectos, tais como a Hepialus humuli, usam feromonas durante o acasalamento lek. Armadilhas contendo feromonas são usadas pelos agricultores para detectar e monitorizar as populações de insectos nos pomares. Também as borboletas Colias eurytheme libertam feromonas, um sinal olfactivo importante para a selecção de acasalamento.
As feromonas são também utilizadas por espécies de abelhas e vespas. Algumas feromonas podem ser utilizadas para suprimir o comportamento sexual de outros indivíduos permitindo um monopólio reprodutivo - a vespa Ropalidia marginata utiliza isto.

### Outras
Esta classificação, baseada nos efeitos sobre o comportamento, ainda é muito superficial. As feromonas preenchem muitas outras funções adicionais, como, por exemplo as feromonas Nasonov, libertadas pelas abelhas operárias para orientar as abelhas forrageiras de volta à colónia. 